# Distretto dei Monti Khasi Orientali
Il distretto dei Monti Khasi Orientali è un distretto del Meghalaya, in India, di 660 994 abitanti. Il suo capoluogo è Shillong.